# カメシコヴォ
座標: 北緯56度21分 東経41度00分 / 北緯56.35度 東経41度

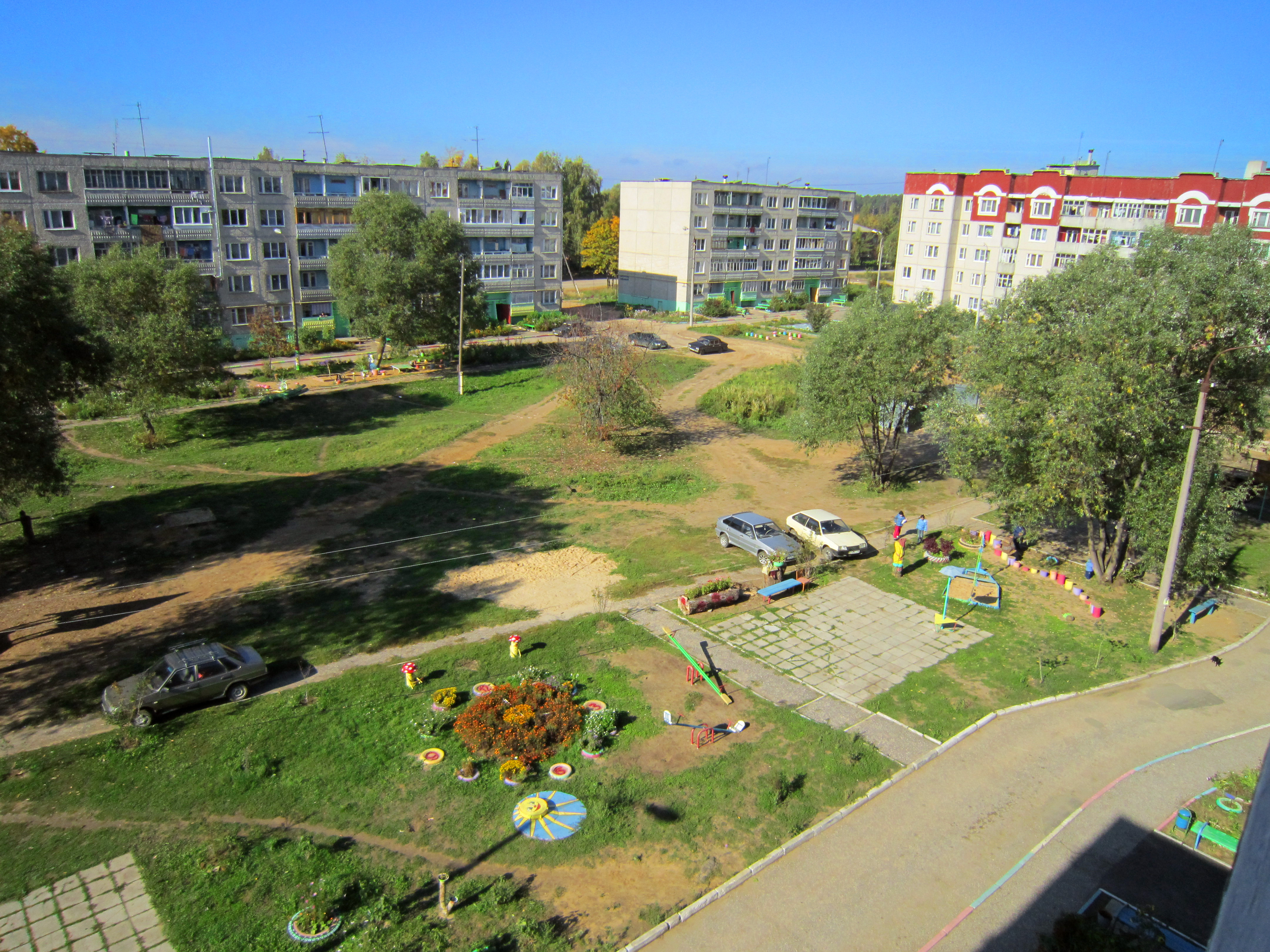

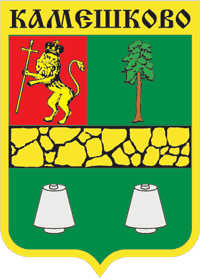
カメシコヴォの紋章

カメシコヴォ（ロシア語: Камешково；英語: Kameshkovo）は、ロシア連邦ヴラジーミル州の町。人口は1万2028人（2021年）。州都ウラジーミルの北東41kmに位置する。最寄りの街は20km東にあるコヴロフ。モスクワとニジニ・ノヴゴロドを結ぶ鉄道（1862年開業）が通る。モスクワからの距離は235km。クリャージマ川とネルリ川が形成する低地にある。
1892年に紡績・織物工場の周囲に集落ができたのがカメシコヴォの発祥である。1951年6月12日に市となった。
カメシコヴォの周囲の村には17世紀から19世紀に遡る聖堂が多く残っている。カメシコヴォ最大の企業は綿製品、ガーゼなどを生産する繊維工場で、そのほかにも電子部品工場や食品工場がある。